# 1954 w sztukach plastycznych
Wydarzenia w sztukach plastycznych i wizualnych w 1954 roku.

## Wydarzenia
- Za sprawą Jiro Yoshihara powstała grupa artystyczna Gutai[1].

## Malarstwo
- Willem de Kooning

Dwie kobiety na wsi
- Alberto Burri

Worek i czerwień
Worek IV
- Antoni Tàpies

Wewnętrzny ogień
- Salvador Dalí

Młoda dziewczyna masturbująca się własną cnotą
Akt Dalego kontemplujący pięć ciał stałych zamienionych w cząsteczki, z których nagle wyłania się Leda Leonarda zawierająca chromosomy twarzy Gali
Corpus Hypercubus (Ukrzyżowanie)
- Marc Chagall

Most na Sekwanie – olej na płótnie
- Jerzy Nowosielski

Martwa natura z lustrem – olej na płótnie, 48 x 50 cm
- Mark Rothko

Fiolet i żółcień na różowym – olej na płótnie, 212x172 cm

## Grafika
- Maurits Cornelis Escher

Trzy przecinające się płaszczyzny – drzeworyt langowy
Czworościenna planetoida – drzeworyt langowy

## Rzeźba
- Alina Szapocznikow

Pomnik Przyjaźni Polsko-Radzieckiej (1953-1954)
Głowa I
Głowa II
Pierwsza miłość
Pomnik dla spalonego miasta

## Urodzeni
- 24 lutego – Janusz Bałdyga, polski artysta, performer, twórca instalacji
- 12 marca – Anish Kapoor, brytyjski rzeźbiarz hinduskiego pochodzenia
- 12 listopada – Marek Chlanda, polski artysta intermedialny
- Ryszard Ziarkiewicz, polski historyk sztuki, krytyk, kurator wystaw

## Zmarli
3 lipca - Wanda Bibrowicz (ur. 1878),  polska artystka specjalizująca się w tkactwie